# Zaagwatermolen
De Zaagwatermolen was een watermolen in de buurtschap Laag-Caestert nabij Eijsden in de gemeente Eijsden-Margraten die samen met enkele naburige watermolens gebruik maakten van het water van het riviertje de Voer.
De molen stamt uit de 18e eeuw en een gevelsteen vermeldt het jaartal 1729. De molen zaagde hout met waterkracht en heeft daar zijn naam aan overgehouden.
Even stroomopwaarts ligt de Graanmolen van Eijsden.
De molen is een rijksmonument.

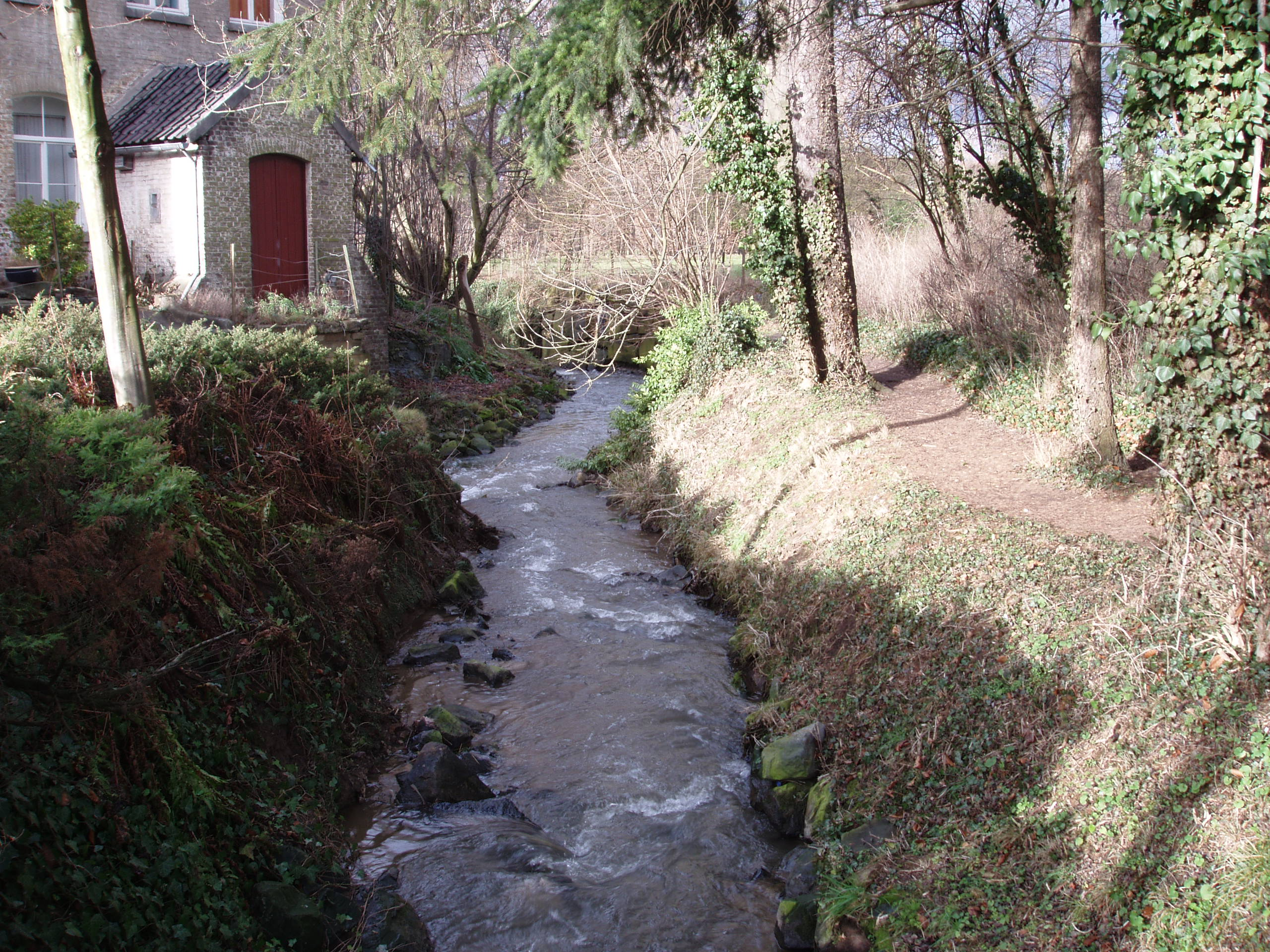
De Voer bij de molen
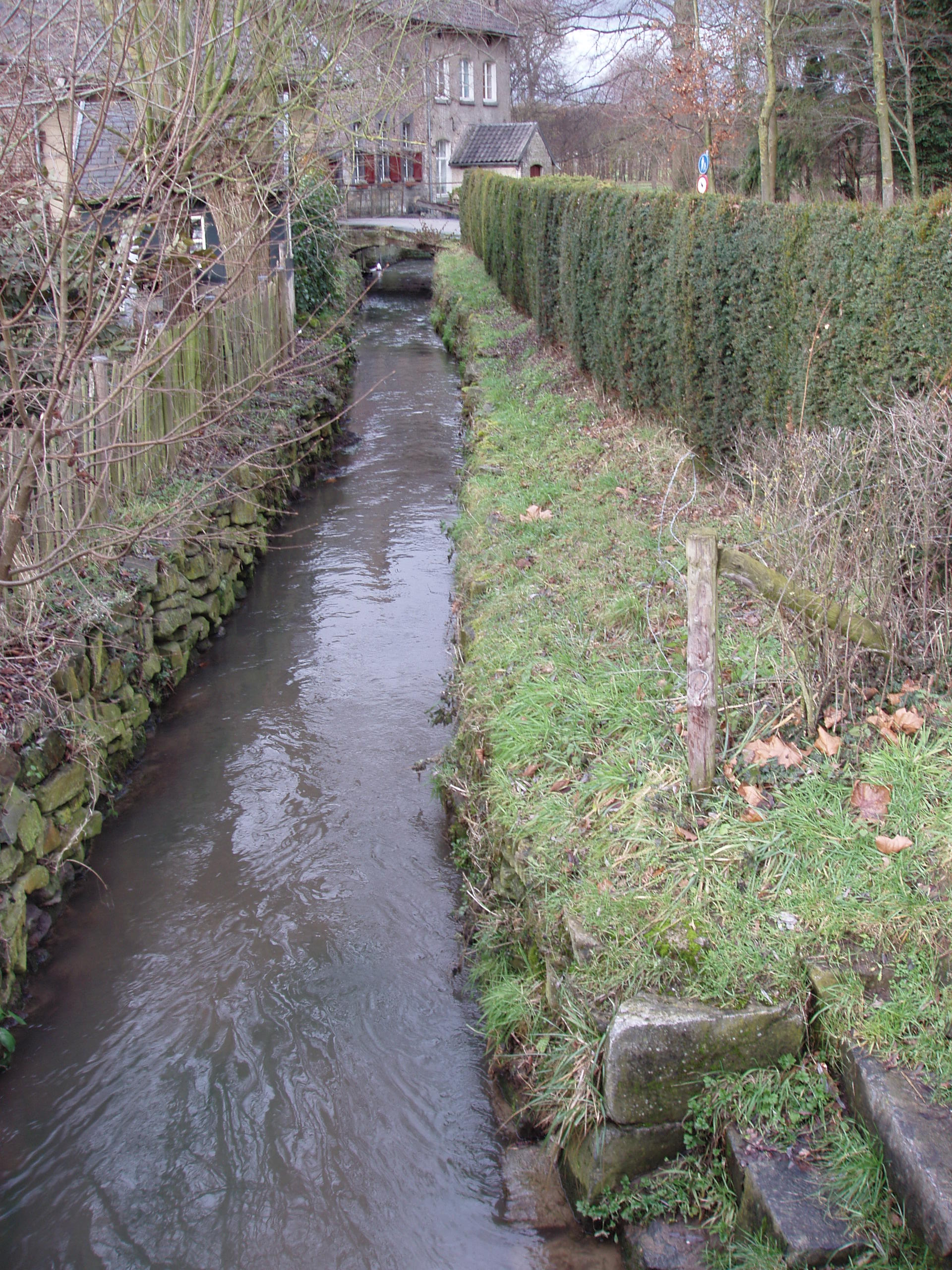
De molentak
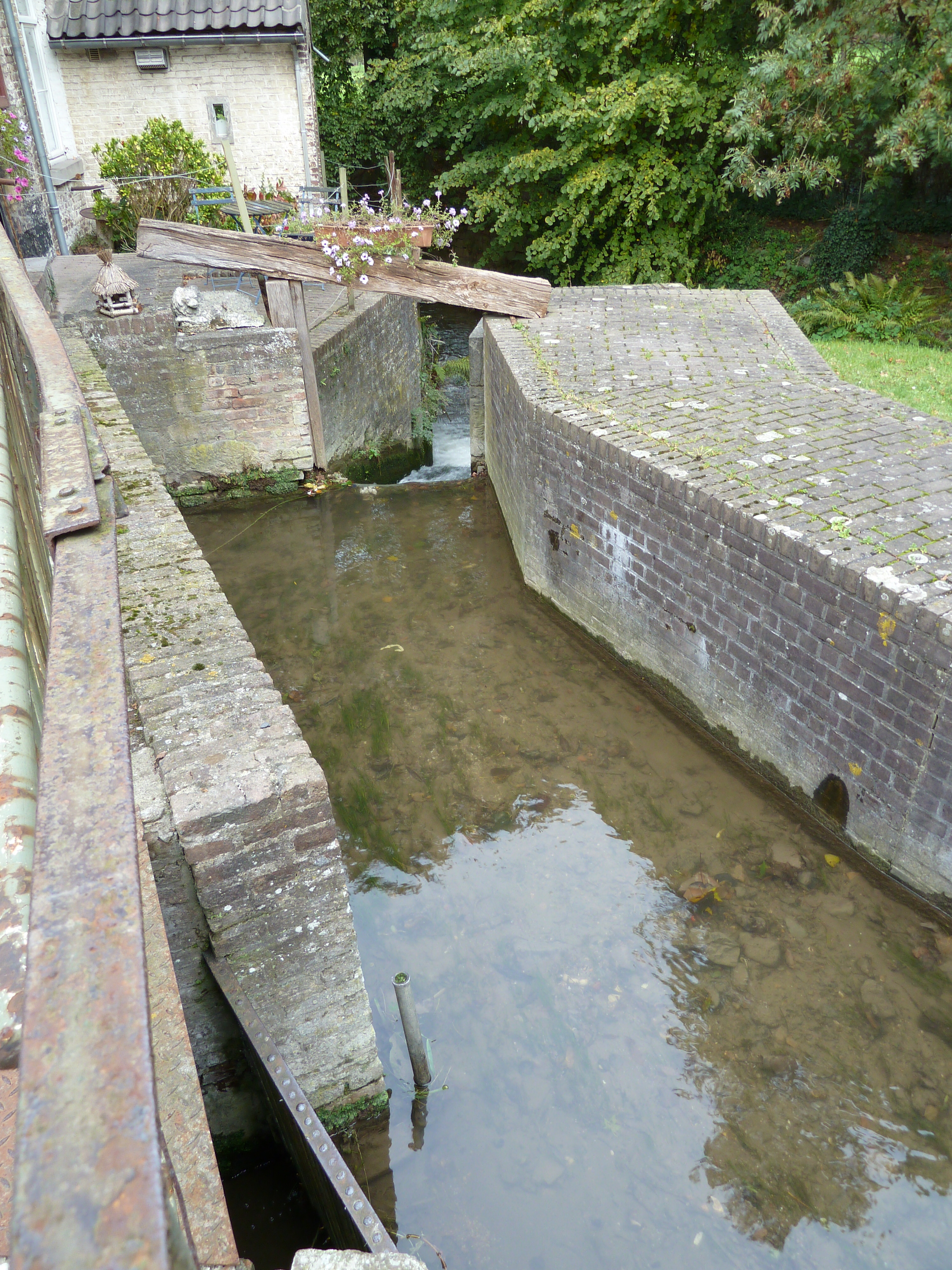
De plek van het rad/de turbine
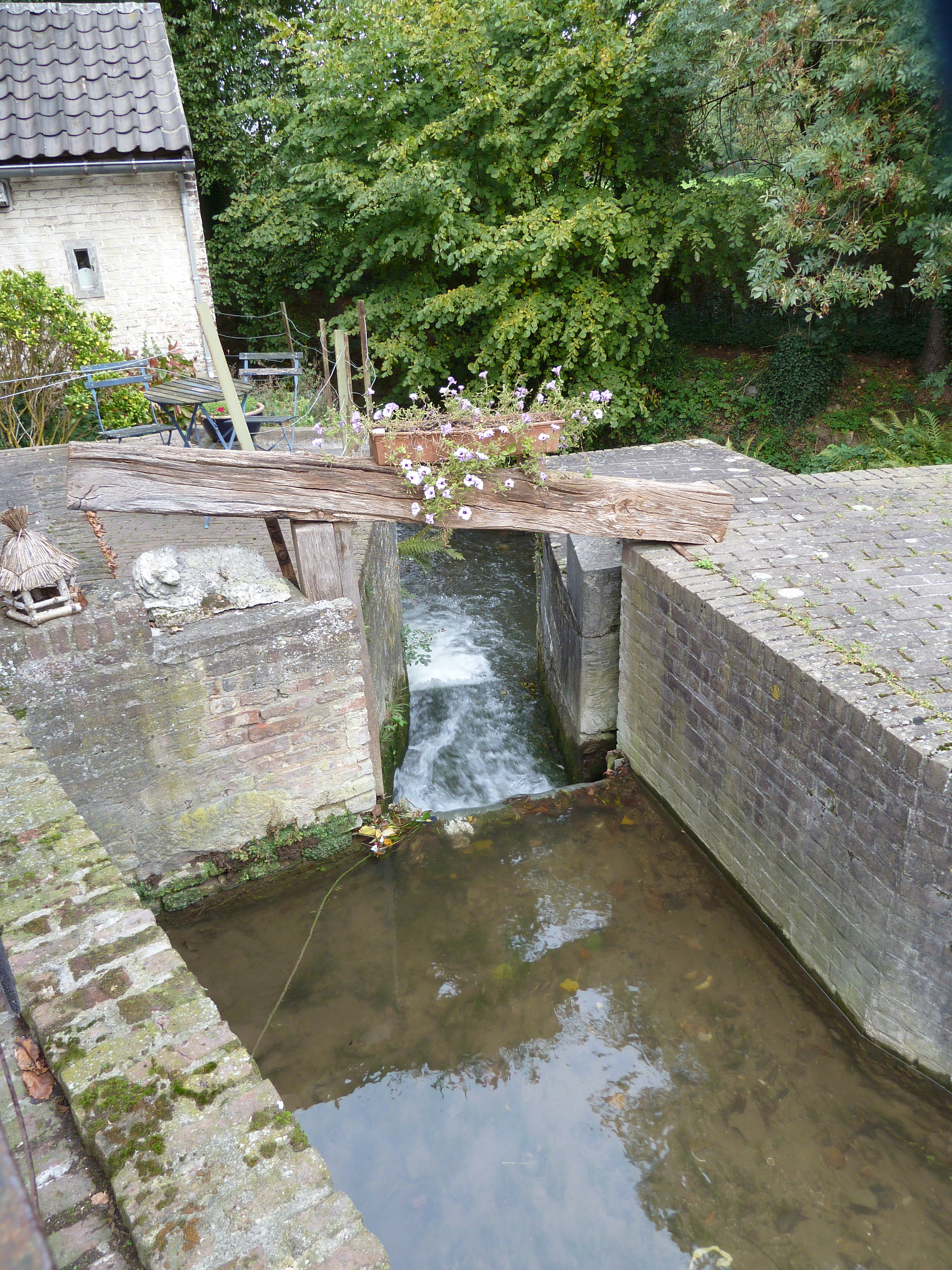
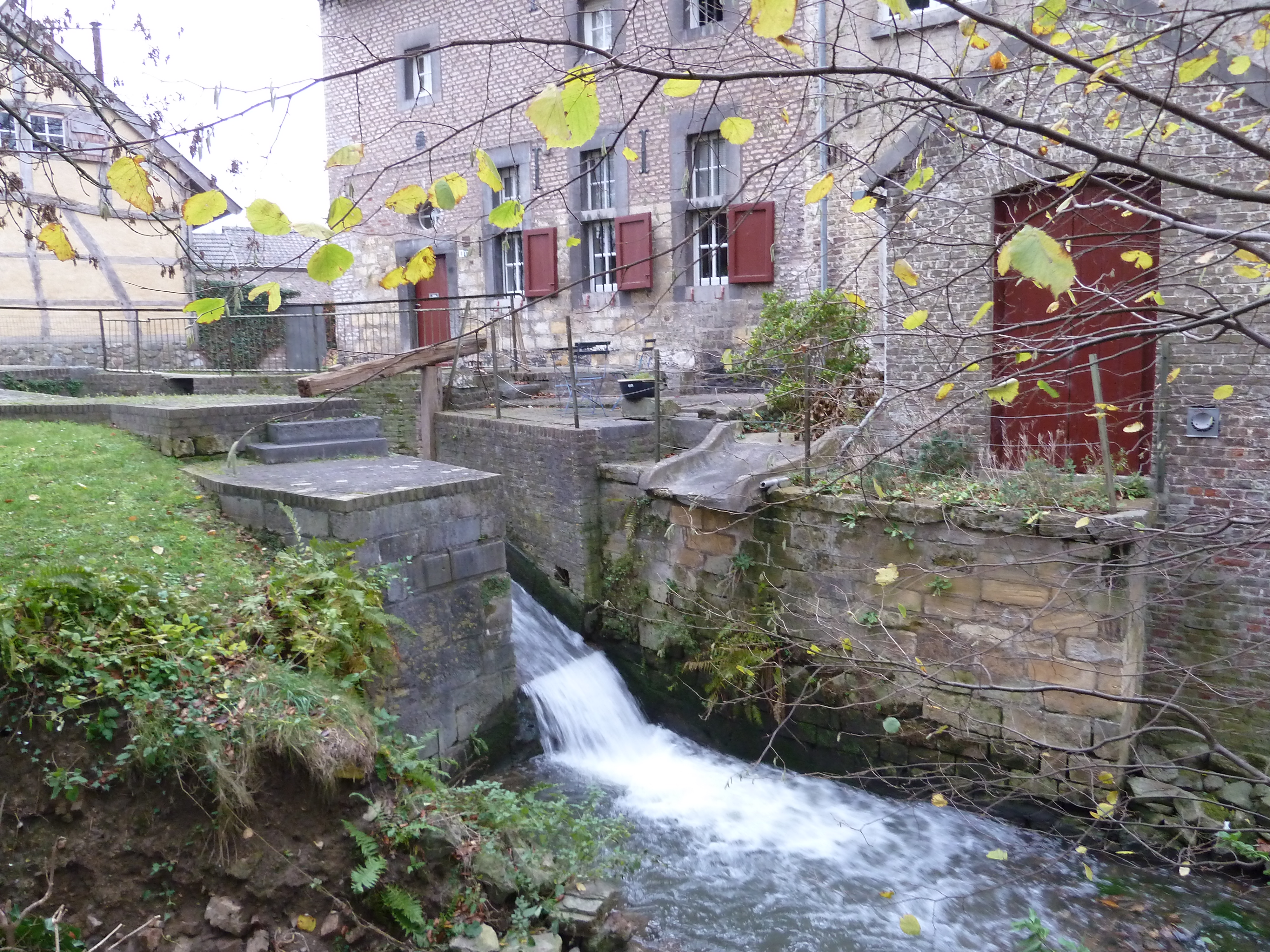
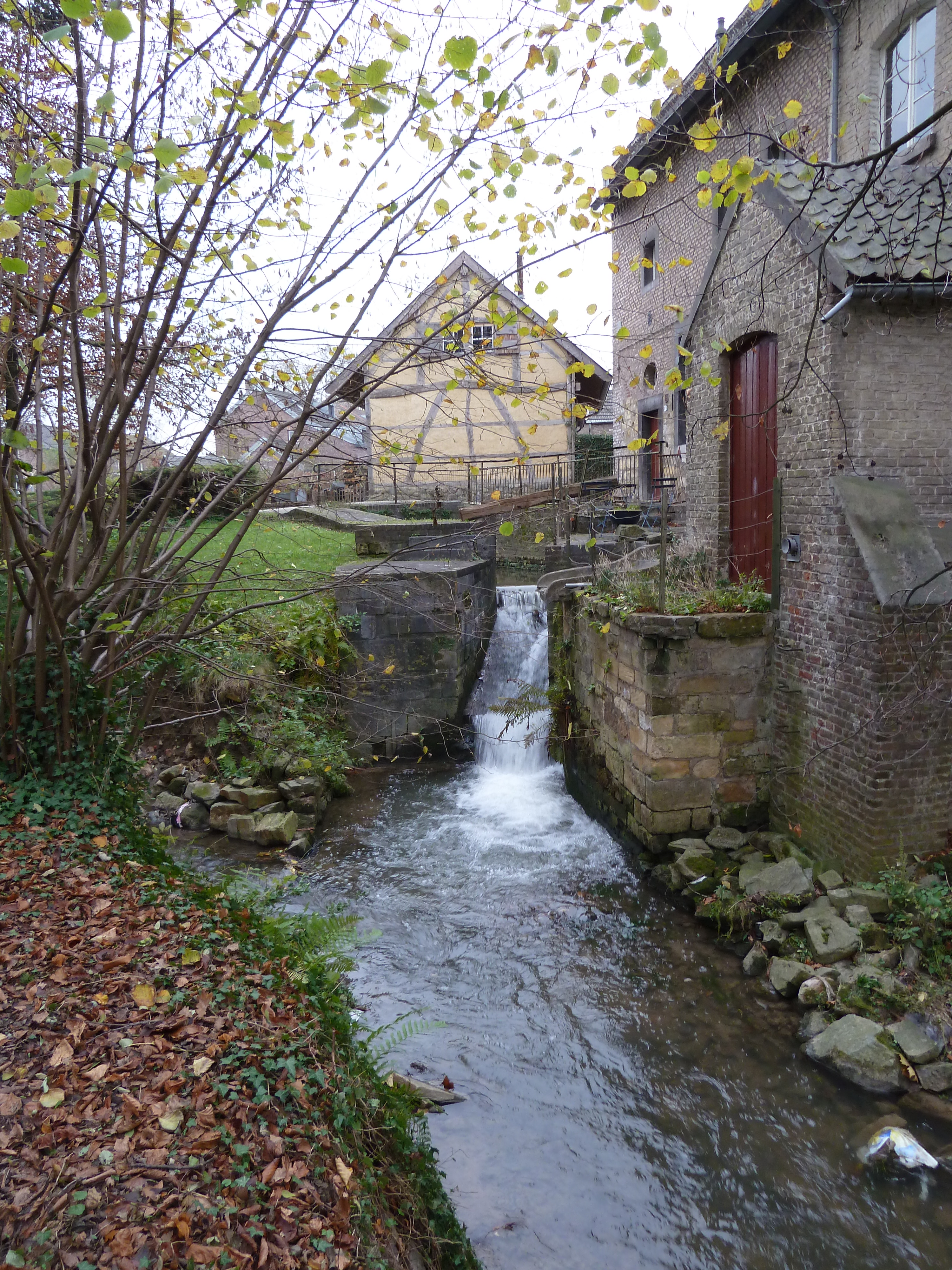
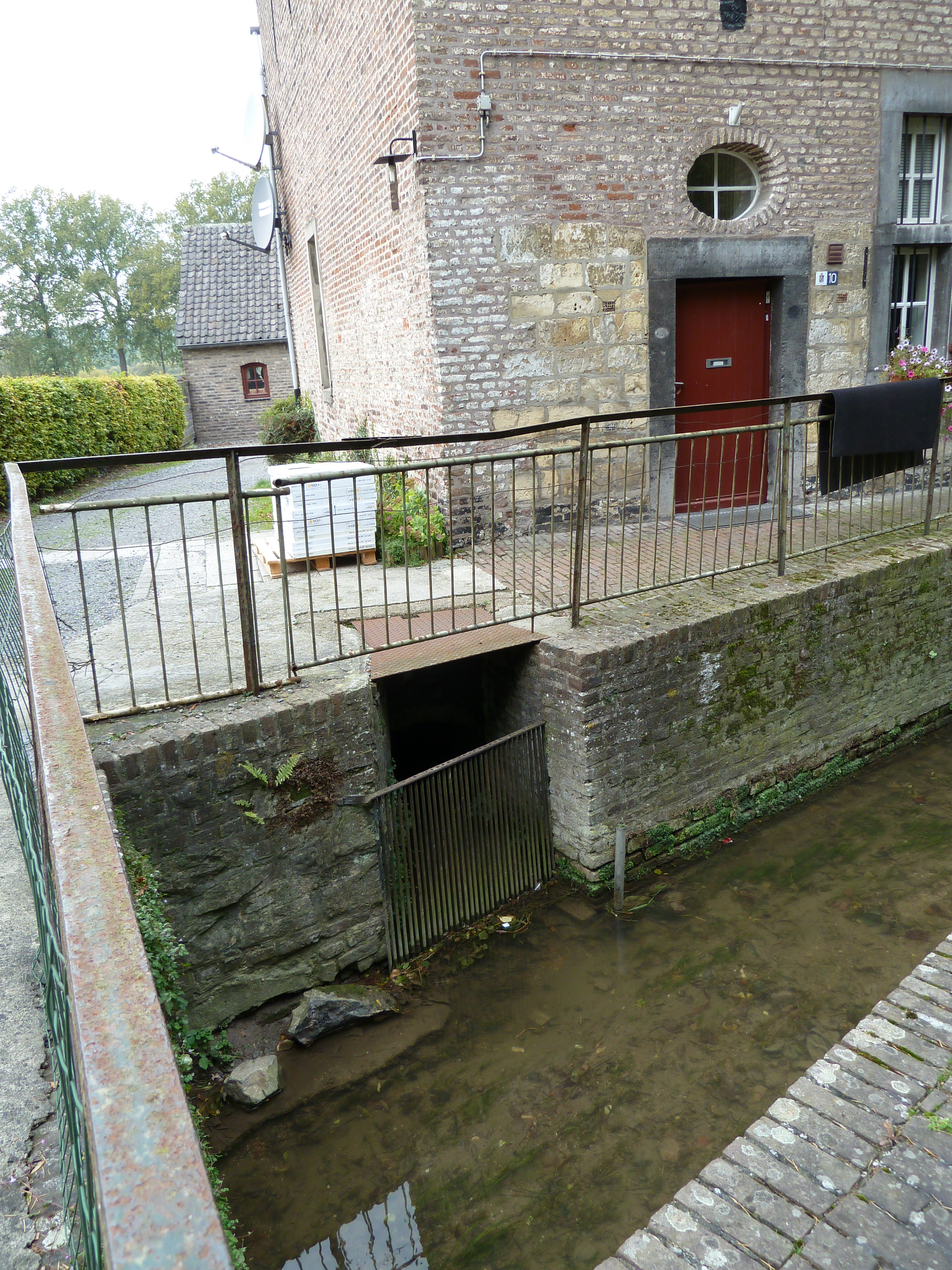
Toegang tot watergang onder het pand door
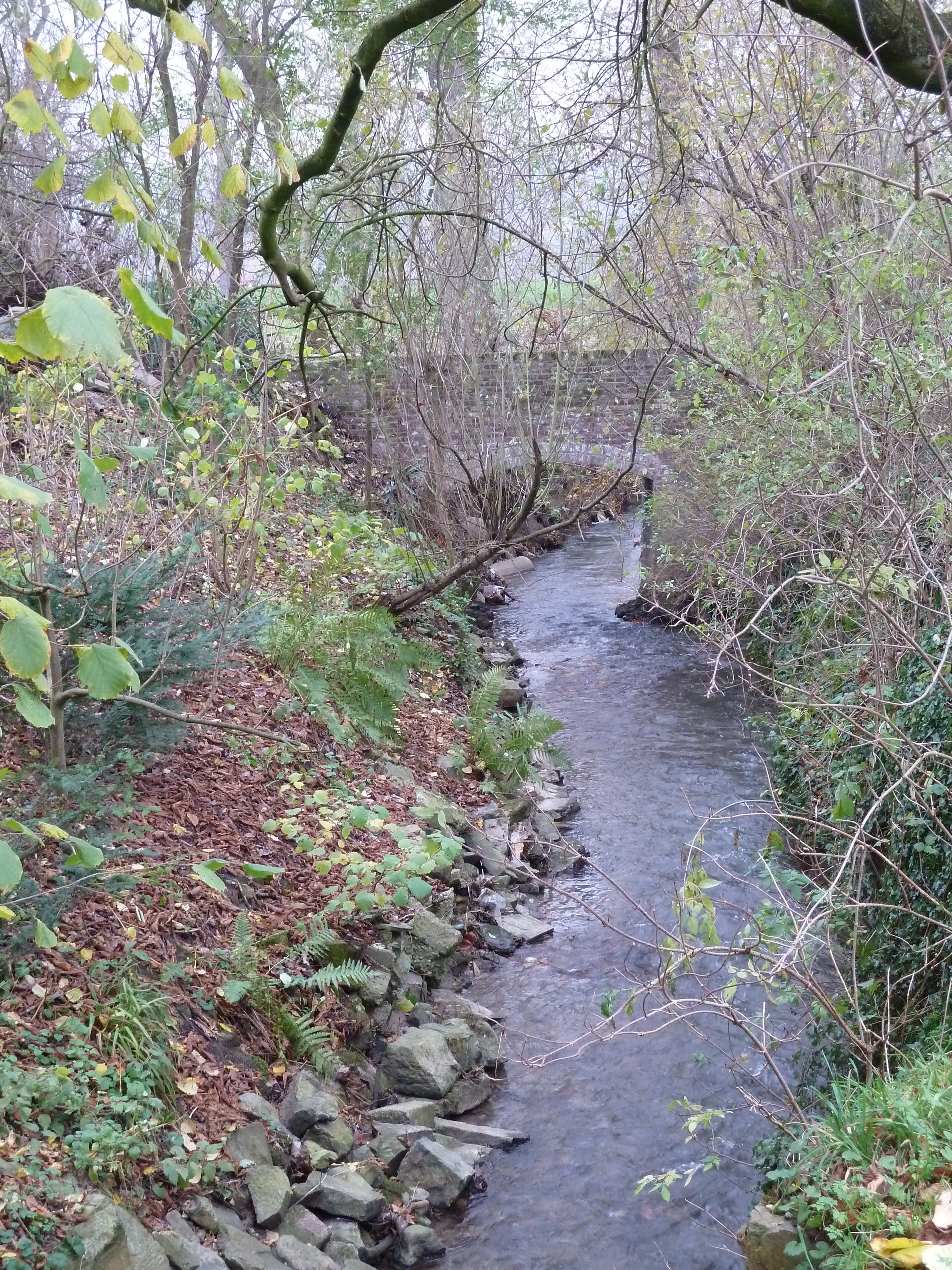
Het aquaduct over de Voer om de slotgracht van kasteel Eijsden van water te voorzien
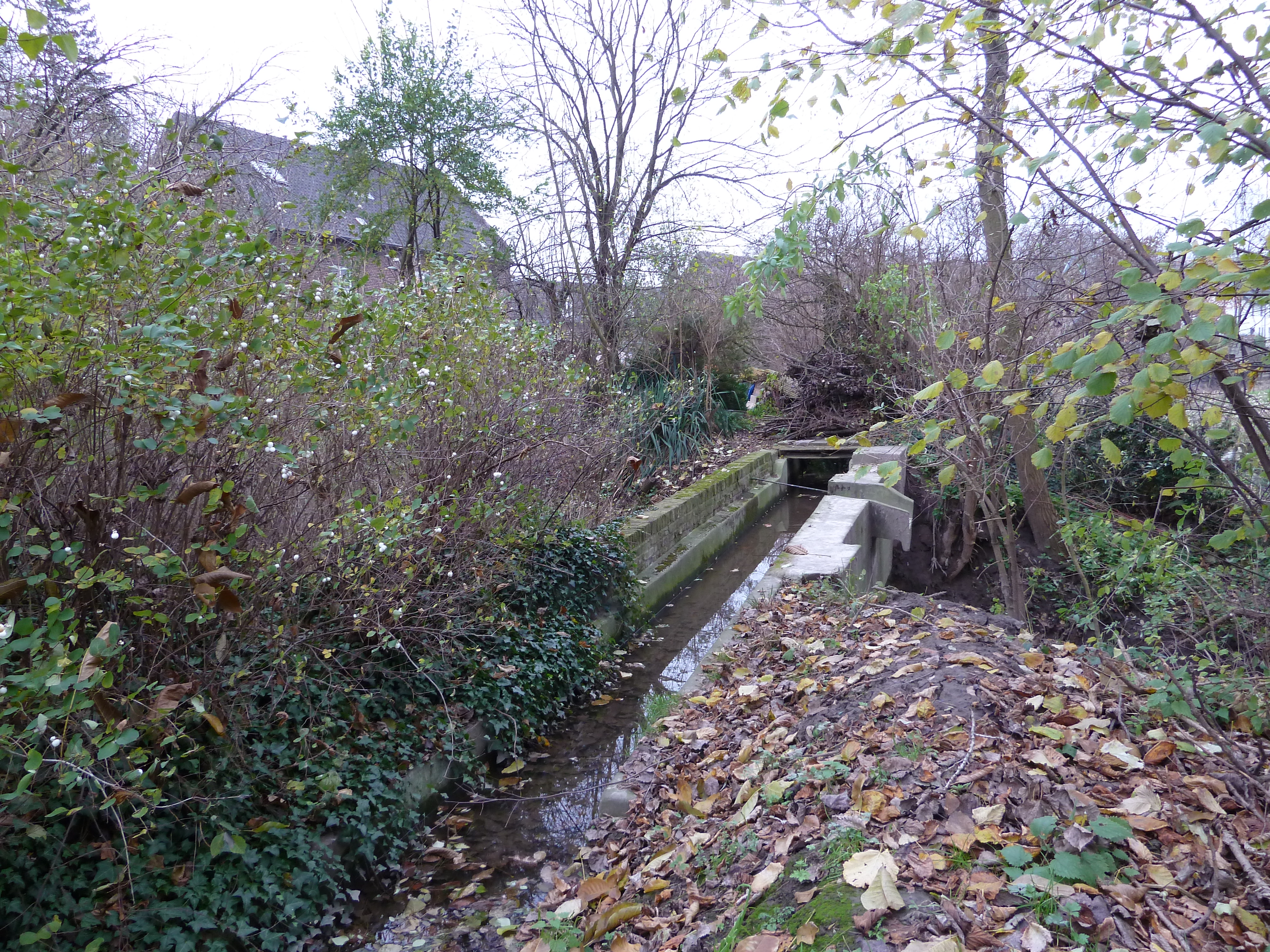
Het water komt van boven
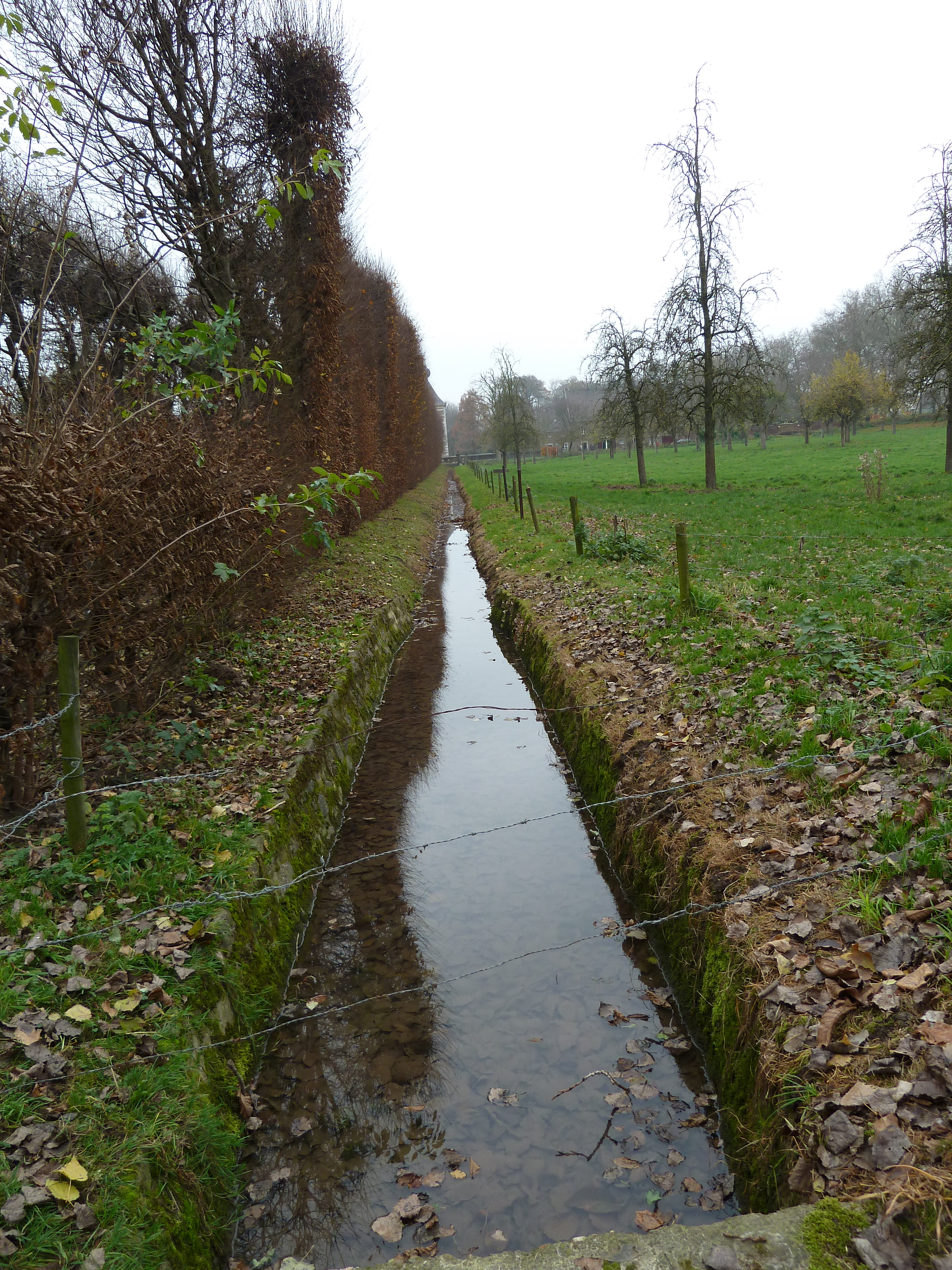
De goot om na het viaduct water naar de kasteelgracht te voeren